# Friedrich Brandeis
Friedrich Brandeis (Viena, Àustria, 1835 - nacionalitzat estatunidenc, i mort el 1899) fou un compositor, organista i pianista austríac.
Fou deixeble de Czerny, Joseph Fischhof i Johann Rufinatscha. El 1848 es traslladà als Estats Units junt a una companyia d'òpera, establint-se a Nova York el 1851, on desenvolupa el càrrec de mestre de capella i organista d'importants esglésies catòliques.
Entre les seves composicions hi figura un preludi a la tragèdia de Schiller, Maria Stuarda; The Sunheu Cloister, balada per a orquestra i cors, i un gran nombre de peces vocals i instrumentals; entre les seves cançons és la més celebrada la que té per títol My love is like the red,red Rose.